# تغییر روابط (فیلم)
تغییر روابط (به هندی: Badalte Rishtey) فیلمی محصول سال ۱۹۷۸ و به کارگردانی ار. جالانی است. در این فیلم بازیگرانی همچون جیتندرا، ریشی کاپور، رینا روی، آسرانی و ای. کی. هانگال ایفای نقش کرده‌اند.